# Histoire philatélique et postale de Nauru
L'histoire postale de Nauru est liée aux différents empires coloniaux (Allemagne, Royaume-Uni, Australie) et occupantes (Japon) qui se sont succédé entre le 16 avril 1888 et le 31 janvier 1968, date à laquelle Nauru obtient son indépendance.

## Administration postale allemande
Les premiers timbres utilisés à Nauru par les premiers colons sont ceux de la colonie allemande des îles Marshall oblitérés par le terme manuscrit AtollPost. La première utilisation de cette oblitération s'est faite en 1902.
Le 14 juillet 1908, un bureau postal allemand ouvre sur Nauru. Il dispose alors de ses propres cachets (avec les mentions NAURU MARSHALL INSELN) qui lui permettent d'oblitérer des timbres des colonies allemandes des îles Carolines et des îles Marshall. Un autre cachet d'oblitération est conçu mais il ne fut jamais utilisé.
Le volume du courrier était de 4 800 lettres reçues et 6 020 envoyées en 1909, 13 430 reçues et 8 729 envoyées en 1910 et 13 720 reçues et 11 209 envoyées en 1912.
Le 4 août 1914, la Première Guerre mondiale est déclarée. Le lendemain, le maître de poste instaure la loi martiale et impose la censure sur l'ensemble du courrier.
Le bureau postal allemand ferme le 8 novembre 1914 avec l'occupation britannique. La dernière utilisation du cachet d'oblitération allemand de Nauru date du 9 novembre 1914.

## Administration postale britannique

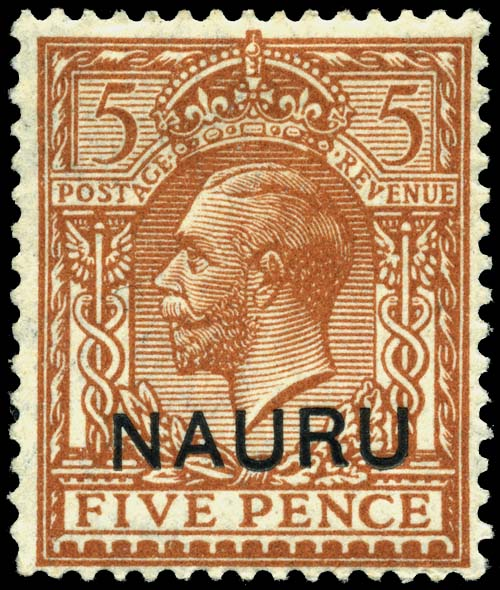
Timbre britannique à cinq penny de 1916 à l'effigie de George V surchargé pour servir à Nauru.

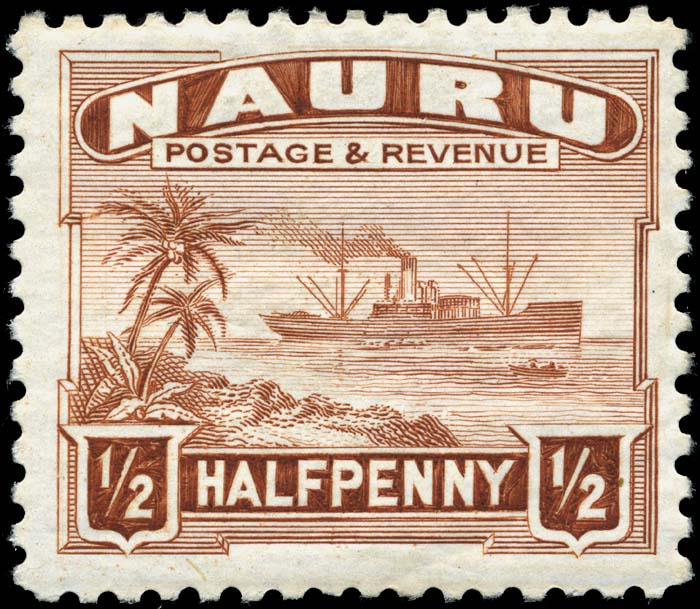
Timbre nauruan à un demi penny de 1924.

Nauru est occupé puis colonisé par l'Australie puis par le Royaume-Uni à partir du 8 novembre 1914. Les Allemands n'ayant pas détruit le stock de timbres, celui-ci est emporté à Rabaul en Territoire de Nouvelle-Guinée par les Britanniques qui les réutilisent en les surchargeant de la mention « G.R.I. » (pour George Rex Imperator) ainsi que de la valeur faciale correspondante en pence.
Au début de l'année 1915, les petites et grandes valeurs faciales sont épuisées, nécessitant alors la surcharge de timbres à dix pfennigs avec « 2d » (480 timbres) et de timbres à vingt pfennigs avec « 1 » (50 timbres). Différentes surcharges successives créèrent de nombreuses variétés qui furent rapidement recherchées par les philatélistes.
| Valeur faciale initiale | Valeur faciale surchargée | Nombre de timbres |
| ----------------------- | ------------------------- | ----------------- |
| 3 pfennigs              | 1 penny                   | 2 640             |
| 5 pfennigs              | 1 penny                   | 1 200             |
| 10 pfennigs             | 2 pennies                 | 12 800            |
| 20 pfennigs             | 2 pennies                 | 10 000            |
| 25 pfennigs             | 3 pennies                 | 200               |
| 30 pfennigs             | 3 pennies                 | 203               |
| 40 pfennigs             | 4 pences                  | 1 020             |
| 50 pfennigs             | 5 pennies                 | 525               |
| 80 pfennigs             | 8 pennies                 | 406               |
| 1 mark                  | 1 shilling                | 85                |
| 2 marks                 | 2 shillings               | 200               |
| 3 marks                 | 3 shillings               | 45                |
| 5 marks                 | 5 shillings               | 30                |

Cependant, Nauru utilise le plus souvent des timbres d'Australie surchargés « North West Pacific Island ».
Lorsque Nauru passe sous contrôle du Royaume-Uni en 1916, des timbres de ce pays sont surchargés « NAURU »,. Ces timbres surchargés restent en circulation jusqu'à ce qu'une série spécifique est fabriquée en Australie en 1924 avec pour légende « NAURU »,,.

## Administration postale japonaise
Nauru est occupé par les troupes japonaises du 26 août 1942 au 13 septembre 1945.

## Administration postale nauruane
Nauru accède à l'indépendance le 31 janvier 1968. Ses timbres ont d'abord pour légende « Republic of Nauru » (surchargée en 1968) puis « Nauru » à partir de 1978 jusqu'à aujourd'hui.